# Каратаев, Илья Васильевич
Илья Васильевич Каратаев (1922—1944) — старший лейтенант Рабоче-крестьянской Красной Армии, участник Великой Отечественной войны, Герой Советского Союза (1945).

## Биография
Илья Каратаев родился 5 августа 1922 года в селе Кривошеевка (ныне — Кербулакский район Алматинской области Казахстана) в семье Каратаевой Феодосьи Васильевны. После окончания неполной средней школы работал комбайнёром в совхозе.
В 1941 году Каратаев был призван на службу в Рабоче-крестьянскую Красную Армию Кугалинским (Панфиловским)РВК. Ускоренным курсом окончил Сумское артиллерийское училище.
С июля 1943 года — на фронтах Великой Отечественной войны(Западный фронт). К августу 1944 года гвардии лейтенант Илья Каратаев командовал огневым взводом 214-го гвардейского гаубичного артиллерийского полка 8-й гвардейской гаубичной артиллерийской бригады 3-й гвардейской артиллерийской дивизии 5-го артиллерийского корпуса прорыва 5-й армии 3-го Белорусского фронта..
Приказом по 8 гв. габр РГК  №: 3/н от: 12.02.1944 года гвардии лейтенант Каратаев награждён медалью "За отвагу" за отбитие контратаки противника 30 августа 1943 года у деревни Забежная-Угрица,по итогам отражения которой Каратаев лично подавил огонь 75-мм батареи противника,подбил два танка и три автомашины.
С апреля 1944 года- 3-й Белорусский фронт.Член ВКП(б).
22 августа 1944 года у деревни Урбайнтай Шакяйского района взвод Каратаева отразил контратаку 14 немецких танков типа "Пантера", уничтожив 3 и подбив ещё 2 из них из засады.По итогам боя в тот же день командованием полка был представлен к званию "Героя Советского Союза".Приказом ВС 5 А №: 56/н от: 21.09.1944 года гвардии лейтенант Каратаев награждён орденом Отечтвенной войны 1-й степени  за бои у деревни Урбанты.
17 октября 1944 года Каратаев погиб в бою. Похоронен в городе Кудиркос-Науместис Вилкавишкского уезда Литовской ССР .
Указом Президиума Верховного Совета СССР от 24 марта 1945 года гвардии лейтенант Илья Каратаев посмертно был удостоен высокого звания Героя Советского Союза. Также был награждён орденом Ленина.
В честь Каратаева были установлены бюст в совхозе, где он работал, и стела в городе Панфилов, названа улица в селе Алтынемель Кербулакского района.